# Independentes de Cordovil
Grêmio  Recreativo Escola de Samba Independentes de Cordovil é uma escola de samba da cidade do Rio de Janeiro. A escola ficou conhecida como o Dragão de Leopoldina. Em sua trajetória a escola homenageou em seus enredos artistas famosos como Jorge Amado, Burle Marx, Martinho da Vila, Alcione, Neguinho da Beija-Flor, Sandra de Sá e o governador Anthony Garotinho.

## História
A Independentes de Cordovil foi fundada em 20 de junho de 1946 com o nome de Independentes do Leblon, e com as cores azul-celeste e amarelo-ouro. Era uma escola oriunda da comunidade da Praia do Pinto, no Leblon, e sua sede funcionava nas imediações do local onde hoje está instalada a Cobal. Foi a primeira escola da Zona Sul a desfilar no grupo principal de escolas de samba.

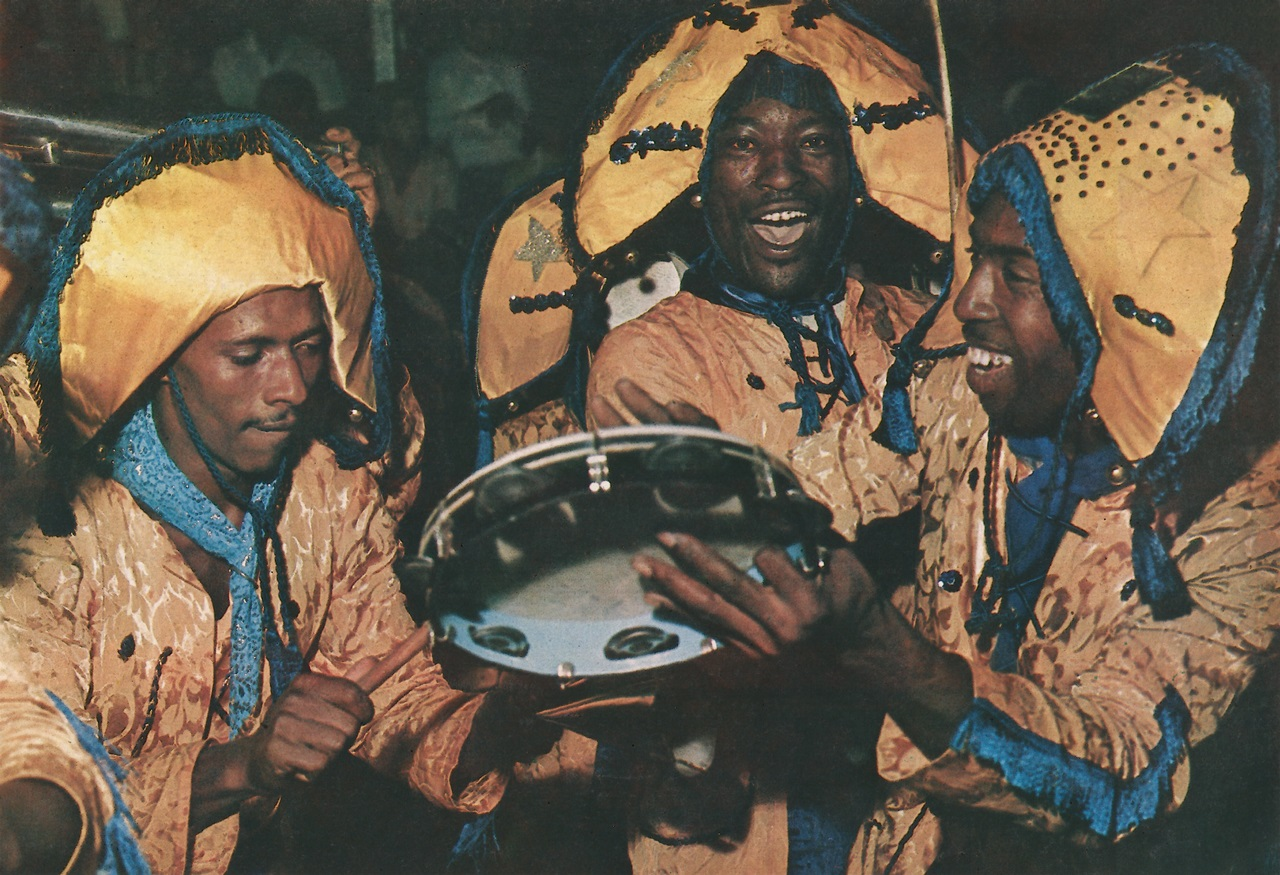
A então Independentes do Leblon em 1968

Em 1969, um incêndio na favela da Praia do Pinto motivou sua remoção pelo governador do estado da Guanabara, Negrão de Lima, e seus moradores foram transferidos para a Cidade Alta, em Cordovil. Mesmo diante das dificuldades, a escola trocou de nome para Independentes de Cordovil, e prosseguiu no Carnaval Carioca.
Em 1970, a Aprendizes da Gávea, cujos integrantes eram do Parque Proletário da Gávea, uma comunidade da Rua Marquês de São Vicente, foi oficialmente extinta . A favela Parque Proletário também havia sido removida para a Cidade Alta, devido às obras no Túnel Dois Irmãos, e os integrantes da Aprendizes se uniram à Independentes de Cordovil.
A Independentes de Cordovil só encerrou suas atividades décadas depois, em 1997, com o enredo "Pega na Mentira" dos carnavalescos Paulo Dez e Robson Goulart, e cujo samba era de autoria de: Neílson, Elmo do Banjo, Jorjão e Anelito Martins.

## Carnavais
| Ano  | Colocação | Grupo                 | Enredo                                              | Carnavalesco                  |
| ---- | --------- | --------------------- | --------------------------------------------------- | ----------------------------- |
| 1972 | 9º lugar  | 2 (segunda divisão)   | Datas, Personagens e Fatos Históricos               |                               |
| 1973 | 10º lugar | 2 (segunda divisão)   | Festival do Cinema Brasileiro                       |                               |
| 1974 | 5º lugar  | 2 (segunda divisão)   | Festas Tradicionais da Bahia                        | Julinho                       |
| 1975 | 15º lugar | 2 (segunda divisão)   | O Mestiço Predestinado                              |                               |
| 1976 | 11º lugar | 2 (segunda divisão)   | Recordar é Viver, o Passado Manda Lembrança         |                               |
| 1977 | 14º lugar | 2 (segunda divisão)   | Manjares do Céu e da Terra                          |                               |
| 1978 | 2º lugar  | 3 (terceira divisão)  | Pregões do Rio Antigo                               |                               |
| 1979 | 9º lugar  | 2A (terceira divisão) | Tropicana Tropicália                                |                               |
| 1980 | 7º lugar  | 2A (terceira divisão) | Deixa Falar Que Depois Eu Digo                      |                               |
| 1981 | 7º lugar  | 2A (terceira divisão) | Além da Imaginação                                  | Ney Ayan                      |
| 1982 | 9º lugar  | 2A (terceira divisão) | Festa das Três Raças                                | José Félix e Braulino         |
| 1983 | 7º lugar  | 2A (terceira divisão) | De Adão a João                                      |                               |
| 1984 | 3º lugar  | 2A (terceira divisão) | Terreiro, Sala e Salão: Martinho da Vila, Aché      |                               |
| 1985 | Campeã    | 2A (terceira divisão) | Sangue, Suor e Lágrimas                             |                               |
| 1986 | 3º lugar  | 1B (segunda divisão)  | Quem Não Discute, Tem Que Engolir                   |                               |
| 1987 | 7º lugar  | 2 (segunda divisão)   | Amado, Jorge, Amante                                |                               |
| 1988 | 9º lugar  | 2 (segunda divisão)   | Burle Marx                                          | Paulo César Cardoso           |
| 1989 | 5º lugar  | 2 (segunda divisão)   | Marrom Som Brasil                                   | Paulo César Cardoso           |
| 1990 | 10º lugar | A (segunda divisão)   | Cantares ao meu Povo - Solano Trindade              |                               |
| 1991 | 10º lugar | A (segunda divisão)   | Ela, Ele e Eles, Possuidores da Noite               | Edward Victor e Ricardo Ayres |
| 1992 | 13º lugar | A (segunda divisão)   | Um Negro Chamado Felicidade, Neguinho da Beija-Flor | Eduardo Silva                 |
| 1993 | 3º lugar  | B (terceira divisão)  | Ogum, o que Veio da África                          | Paulo César Cardoso           |
| 1994 | 14º lugar | A (segunda divisão)   | O Garotinho de Campos vem aí... Sacudindo a Sapucaí | Paulo Dez                     |
| 1995 | 17º lugar | A (segunda divisão)   | Retratos e Canções                                  | Paulo Cavalcante              |
| 1996 | 11º lugar | B (terceira divisão)  | Que Rei Sou Eu?                                     |                               |
| 1997 | 10º lugar | C (quarta divisão)    | Pega na Mentira                                     | Paulo Dez e Robson Goulart    |

## Fonte de referência
- ARAÚJO, Hiram. Carnaval: seis milênios de história. Rio de Janeiro: Ed. Gryphus, 2003.